# Wander Luiz
Wander Luiz Queiroz Dias, còn được biết đến với tên đơn giản Wander Luiz (sinh ngày 17 tháng 2 năm 1992) là một cầu thủ bóng đá chuyên nghiệp người Brasil thi đấu ở vị trí tiền đạo cho câu lạc bộ Thành phố Hồ Chí Minh của V.League 1.

## Danh hiệu
Quảng Nam
- Siêu cúp bóng đá Việt Nam: 2017

Becamex Bình Dương
- Á quân Siêu cúp bóng đá Việt Nam: 2018